# Moeda de 1 euro

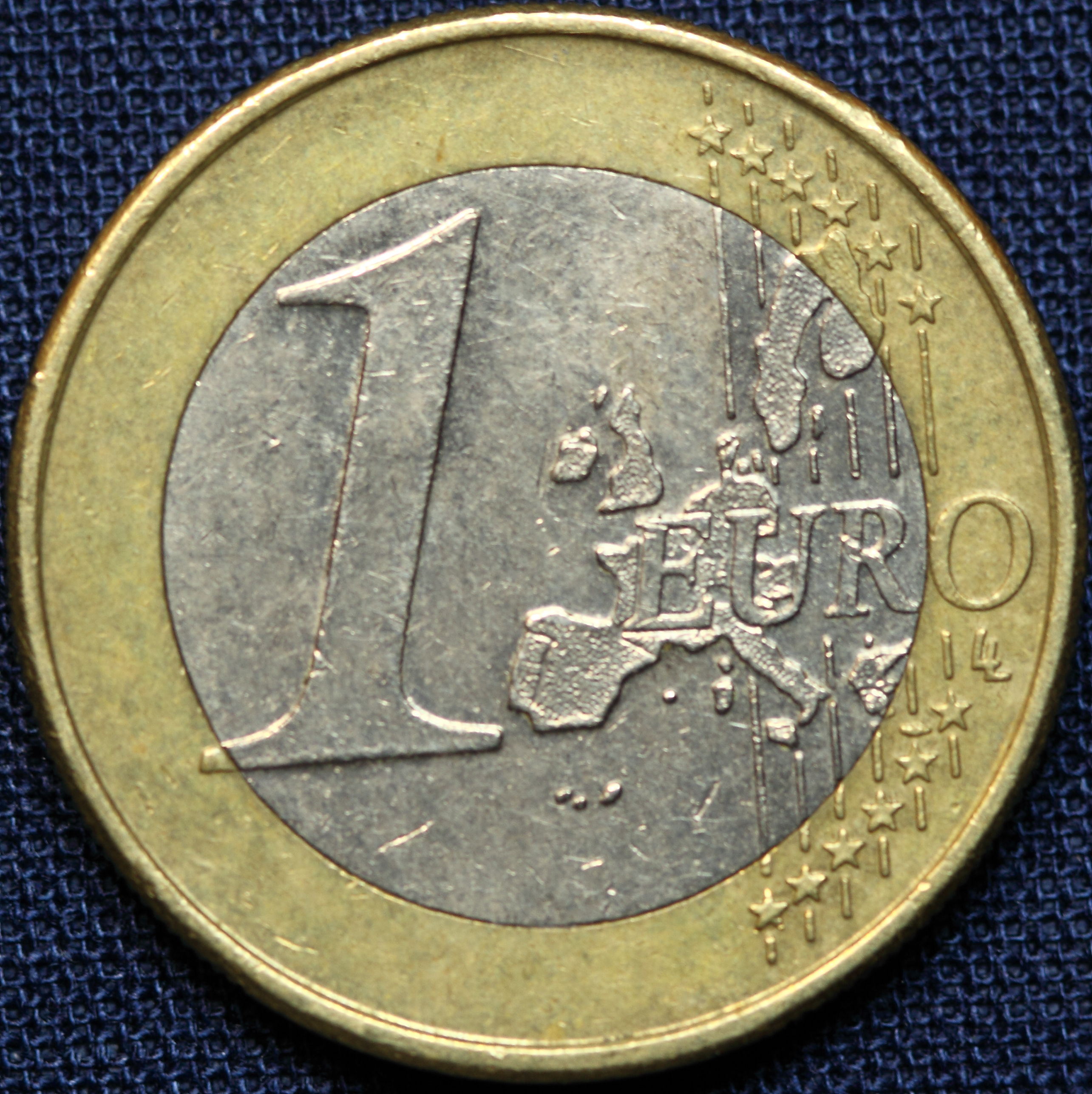
moeda comercial de um euro (1€)

As moedas de 1 € são por fora de latão-niquel e por dentro de cuproníquel.

## Faces
As moedas de um euro têm uma face comum e uma face específica para cada país.
Atualmente (2007), 16 países emitem moedas de 1 euro.